# Ледниковый период (франшиза)
«Леднико́вый пери́од» (англ. Ice Age) — серия мультипликационных фильмов киностудии Blue Sky Studios, повествующая о приключениях мамонта Мэнни, саблезубого кота Диего, наземного ленивца Сида и "саблезубой белки" Скрата в доисторические времена: от Ледникового периода до Дрейфа континентов. Фильмы из серии выходили в 2002—2016 годах. Планировалось создание анимационного сериала по мотивам серии фильмов.
Всего в рамках франшизы было выпущено 6 полнометражных и 7 короткометражных мультфильмов (один из них вышел в двух частях), несколько видеоигр и около 10 различных книг и комиксов. В настоящее время на основе франшизы имеется тематический парк в рамках 20th Century Fox World, который открылся в 2016 году. Парк располагается в развлекательном комплексе «Genting Highlands» в Малайзии.

## Полнометражные мультфильмы

### Ледниковый период(2002)
Мультфильм был создан в 2002 году режиссёрами Крисом Уэджом и Карлусом Салданьей.
Дата выхода в США — 15 марта 2002 года. Это был первый мультфильм из предстоящей серии фильмов «Ледниковый период», первоначально не планировавшейся как франшиза. Сюжет фильма рассказывает о мамонте по имени Мэнни, который считает себя последним выжившим мамонтом на Земле.
20 000 лет до н. э. начинается ледниковый период. Чтобы избежать приближающегося холода, животные мигрируют на юг. Однако некоторые из них все-таки решают остаться — одинокий, угрюмый мамонт Манфред, а также бесшабашный ленивец Сид. Случайно эта парочка наталкивается на человеческого детеныша. Они решают вернуть его людям и отправляются в путешествие. По пути они встречают хитрого саблезубого тигра Диего, который вызывается идти вместе с ними. Но никто из героев не мог себе представить, какие приключения и передряги ждут их на пути к колонии людей.
- Бюджет: $59 000 000.
- Кассовые сборы: $383 257 136[5].

### Ледниковый период 2: Глобальное потепление(2006)
Следующая часть франшизы о приключениях животных во времена ледникового периода. После съемок первого фильма режиссёр Крис Уэдж покинул проект, и режиссёрское кресло в сиквеле единолично занял Карлус Салданья.
Дата выхода в США — 1 марта 2006 года. В России мультфильм показывался с 30 марта.
По сюжету фильма, саблезубый тигр Диего, мамонт Манфред, грызун Скрэт и ленивец Сид дожили до глобального потепления. Стремительный паводок идет прямиком к их родной долине и готовится на долгие годы затопить все окрестности. Теперь ответственным животным придется спасать соседей от потопа, что довольно проблематично — строить ковчег совершенно не из чего, кроме как из талого снега. Поэтому герои решаются на эвакуацию. Переселение разнообразной живности в сухое место пройдет не менее суетливо, смешно и успешно, чем и прошлая операция по возвращению детеныша в человеческую семью.
- Бюджет: $80 000 000.
- Кассовые сборы: $660 940 780[6].

### Ледниковый период 3: Эра динозавров(2009)
Третья часть грандиозной кинофраншизы «Ледниковый период», режиссёром которой снова стал Карлус Салданья.
Дата выхода в США — 1 июля 2009 года. В России мультфильм вышел в один день с мировой премьерой. Это первый мультфильм из всей франшизы, который транслировался в кинотеатрах в 3D-формате.
К событиям «Ледникового периода 3» жизнь главных героев мультфильма потерпела некоторые изменения. Мамонты Манфред и Элли ожидают появление на свет своего детёныша; саблезубый тигр Диего впал в раздумье о том, не стал ли он слишком «мягкотелым» в компании своих друзей; ленивец Сид, бредя желанием создать собственное племя, решился украсть несколько яиц динозавра. Отправившись спасать Сида, друзья попадают в таинственный растительный мир, скрытый под толщами льда, где они сталкиваются с динозаврами и агрессивной окружающей средой, а также знакомятся с охотником на динозавров — лаской по имени Бак.

Крысобелка Скрэт (который вновь случайным образом стал виной глобальной проблемы, открыв путь в мир динозавров) по-прежнему гоняется за своим орехом, но на этот раз у него появился конкурент — крысобелка Скрэтти. Но во время одержимой борьбы за орех эти двое влюбляются друг в друга.
- Бюджет: $90 000 000.
- Кассовые сборы: $888 805 671[7].

### Ледниковый период 4: Континентальный дрейф(2012)
Четвёртый мультфильм о приключениях мамонта Мэнни и его друзей. Карлус Салданья покинул режиссёрское кресло, но остался во франшизе на правах продюсера. Новыми режиссёрами стали Стив Мартино и Майк Тёрмайер, которые уже участвовали в предыдущих фильмах в качестве сценаристов.
Мировая премьера мультфильма состоялась 26 июня 2012 года в Буэнос-Айресе, Аргентина. Дата выхода в США и Великобритании — 13 июля 2012 года. В России фильм вышел на день раньше, 12 июля.
После приключений под землей прошло семь лет. Случился дрейф континентов. Главные герои мультфильма, отделённые от стада, вынуждены использовать айсберг в качестве плота. Они пересекают океан и попадают в неизвестные им ранее земли с экзотическими животными и пиратами, враждебно настроенными к ним. Скрэту удаётся получить свой жёлудь, но он перемещается в новые для него земли.
- Бюджет: $95 000 000.
- Кассовые сборы: $877 244 782[8].

### Ледниковый период 5: Столкновение неизбежно(2016)
20 декабря 2013 года кинокомпании 20th Century Fox и Blue Sky Studios объявили о начале производства пятого фильма франшизы, мировая премьера которого назначена на 14 июля 2016 года. В июле 2015 года на выставке Licensing Expo появился постер с названием мультфильма — Ice Age 5: Collision Course.
Отчаянная погоня за неуловимым желудем катапультирует Скрата прямо в космос, где он случайно запускает целую серию космических событий. Именно они изменят весь мир Ледникового периода и станут реальной угрозой для него. Чтобы спастись, Сид, Мэнни, Диего и остальные звери должны покинуть свои дома, отправиться в забавное и захватывающее приключение в экзотические новые земли и встретиться со множеством красочных новых персонажей.
- Бюджет: $105 000 000.
- Кассовые сборы: $408 579 038[11].

### Ледниковый период: Приключения Бака(2022)
В июне 2016 года, Гален Т. Чу, сорежиссёр пятого фильма заявил о возможности шестого фильма и заявил, что у них есть некоторые идеи для следующей части. В августе 2018 года генеральный директор 20th Century Fox Стейси Снайдер объявила, что в разработке находится телесериал по мотивам «Ледникового периода» посвященный персонажу Баку. 25 октября 2019 года, после приобретения 21st Century Fox компанией Disney, было подтверждено, что проект все ещё находится в разработке для Disney+. В декабре 2020 года было подтверждено, что проект был переработан в фильм и будет называться «Ледниковый период: Приключения Бака», сюжет будет сосредоточен на ласке Баке, отправляющемся в приключение в мире динозавров вместе с Крэшем и Эдди. Фильм вышел на платформе Disney+ 28 января 2022 года.

### Ледниковый период 6(2026)
В сентябре 2024 года актер Джон Легуизамо написал в своих социальных сетях, что ведет работу над 6-м номерным фильмом. Актер сделал акцент именно на номере фильма, так как предыдущий фильм, созданный без оригинального дуэта продюсеров, получил крайне низкие оценки от зрителей. Фильм выйдет в прокат 18 декабря 2026 года.

## Короткометражные мультфильмы

### Потерянный орех(2002)
Первый короткометражный фильм из серии «Ледниковый период», повествующий о приключениях белки Скрата после событий первого полнометражного мультфильма. В 2004 году номинировался на премию «Оскар» за лучший анимационный короткометражный фильм.
- Дата выхода — 26 ноября 2002 года.
- В главной роли — белка Скрат.

### Не время для орехов(2006)
Второй короткометражный фильм из серии «Ледниковый период», продолжающий повествовательную линию белки Скрата. В 2007 году номинировался на премию «Оскар» за лучший анимационный короткометражный фильм.
- Дата выхода — 14 сентября 2006 года.
- В главной роли — белка Скрат.

### Сид, инструкция по выживанию (2008)
Третий короткометражный фильм из серии «Ледниковый период».
- Дата выхода — 9 декабря 2008 года.
- В главной роли — ленивец Сид.

### Скрат и континентальный излом(2010—2011)
Четвёртый короткометражный фильм из серии «Ледниковый период», вышедший в двух частях. Является приквелом к полнометражному мультфильму «Ледниковый период 4: Континентальный дрейф», события которого разворачиваются сразу после этого фильма.
- Дата выхода первой части — 25 декабря 2010 года.
- Дата выхода второй части — 16 ноября 2011 года.
- В главной роли — белка Скрат.

### Ледниковый период: Гигантское Рождество(2011)
Пятый короткометражный фильм из серии «Ледниковый период», специальный рождественский выпуск франшизы. В мультфильме задействованы белка Скрат, саблезубый тигр Диего, мамонты Элли, Мэнни и Персик, ленивец Сид, а также опоссумы Крэш и Эдди.
- Дата выхода — 24 ноября 2011 года.

### Космическая Скратастрофа(2015)
Шестой короткометражный фильм из серии «Ледниковый период». Является приквелом к полнометражному мультфильму «Ледниковый период: Столкновение неизбежно».
- Дата выхода — 6 ноября 2015 года.
- В главной роли — белка Скрат.

### Ледниковый период: Погоня за яйцами (2016)
Седьмой короткометражный фильм из серии «Ледниковый период». Является сиквелом к полнометражному мультфильму «Ледниковый период: Континентальный дрейф».
- Дата выхода — 20 марта 2016 года.

### Ледниковый период: Сказки Скрата (мини-сериал 2022)
Оригинальное название: Ice Age: Scrat Tales
Шесть совершенно новых анимационных короткометражек со Скратом, незадачливой белкой из приключений «Ледникового периода», который переживает взлеты и падения отцовства.
- Дата выхода — 13 апреля 2022.
- В главной роли — белка Скрат.

### Конец \ Финал (2022)
Оригинальное название: The End
Краткий последний, прощальный ролик со Скратом от студии Blue Sky в котором он наконец достиг своей заветной цели к которой добирался почти 20 лет.
- Дата выхода — 13 апреля 2022.
- В главной роли — белка Скрат.

## Комиксы
По мотивам мультфильма «Ледниковый период» и его многочисленных продолжений компанией KaBoom! в 2011 году была выпущена серия комиксов.

### Ice Age. Iced In
Первый комикс по мотивам Ледникового периода. В этом выпуске Мэнни, Диего и Сид отправляются за провиантом, но, по случайности, оказываются в ловушке под сходом лавины, выбраться из которой не так-то легко.
События Происходят спустя некоторое время после Эры Динозавров

### Ice Age. Playing favorites
Второй комикс из серии Ледникового периода. В этом выпуске Мэнни и Элли отправляются праздновать годовщину знакомства, оставив Персик на попечение «дядюшек», что явно не предвещало ничего хорошего…
События разворачиваются незадолго до Контенинтального дрейфа

### Ice Age — Past, Presents, and Future!
Третий комикс из серии Ледникового периода. Это единственный пока Рождественский комикс.

### Ice Age. Where There’s Thunder
Четвёртый комикс из серии Ледникового периода, приквел к мультфильму Ледниковый период 4: Континентальный дрейф. На сей раз героям придется пережить огромный Континентальный шторм, предшествующий знаменитому дрейфу континентов.

## Видеоигры
По мотивам «Ледникового периода» было выпущено несколько видеоигр. Видеоигра, основанная на первом мультфильме, была опубликована в Ubisoft для Game Boy Advance и получила отрицательные и смешанные отзывы.
| Название                                                                                                 | Год  | Основной разработчик | Жанр                    | Платформы                                                                   | Примечания |
| --- | ---- | -------------------- | ----------------------- | --------------------------------------------------------------------------- | ---------- |
| Ice Age Ледниковый период                                                                                | 2002 | Ubisoft              | Платформер              | Game Boy Advance                                                            |            |
| Ice Age (mobile) Ледниковый период                                                                       | 2002 | Mobile Scope AG      | Платформер              | Java                                                                        |            |
| Ice Age Skater Ледниковый период: Гонка                                                                  | 2004 | Mobile Scope AG      | Раннер                  | Java                                                                        |            |
| Ice Age 2: The Meltdown Ледниковый период 2: Глобальное потепление                                       | 2006 | Ubisoft              | Платформер              | PlayStation 2, Xbox, Wii, Windows, Game Boy Advance, GameCube, Nintendo DS  |            |
| Ice Age 2: Arctic Slide Ледниковый период 2: Арктическое скольжение                                      | 2006 | Glu Mobile           | Платформер              | Java                                                                        |            |
| Ice Age 3: Dawn of the Dinosaurs Ледниковый период 3: Эра динозавров                                     | 2008 | Activision           | Платформер              | Xbox 360, Wii, PlayStation 3, PlayStation 2, Games for Windows, Nintendo DS |            |
| Ice Age 3: Mammoth Mayhem Ледниковый период 3: Мамонтовый хаос                                           | 2008 | Glu Mobile           | Аркада                  | Java                                                                        |            |
| Ice Age Village Ледниковый период: Деревушка                                                             | 2012 | Gameloft             | Экономическая стратегия | Java, Android, IOS, Windows Phone                                           |            |
| Ice Age 4: Continental Drift — Arctic Games Ледниковый период 4: Континентальный дрейф. Арктические игры | 2012 | Activision           | Приключенческая игра    | Wii, Nintendo 3DS, Nintendo DS, Kinect                                      |            |
| Ice Age Adventures Ледниковый период: Приключения                                                        | 2014 | Gameloft             | Экономическая стратегия | Windows, Android, iOS, Windows Phone                                        |            |
| Ice Age Avalanche Ледниковый период: Лавина                                                              | 2015 | Gameloft             | Три в ряд               | Windows, Android, iOS, Windows Phone                                        |            |
| Ice Age: Arctic Blast Ледниковый период: Снежный бум                                                     | 2016 | Zynga                | Три в ряд               | Android, iOS                                                                |            |
| Ice Age: Scrat-ventures Ледниковый период: Бешеная белка                                                 | 2016 | Gameloft             | Платформер              | Java, Android                                                               |            |
| Ice Age World Мир ледникового периода                                                                    | 2017 | Gameloft             | Казуальная              | Android, iOS                                                                |            |
| Ice Age Hailstorm Ледниковый период: Буря                                                                | 2016 | Zynga                | Три в ряд               | Java                                                                        |            |
| Ice Age: Scrat’s Nutty Adventure Ледниковый период: Сумасшедшее приключение Скрэта                       | 2019 | Just Add Water       | Приключенческая игра    | Windows, Nintendo Switch, Xbox One, PlayStation 4                           |            |